# 洛克波特海茨 (路易斯安那州)
洛克波特海茨（英語：Lockport Heights）是位於美國路易斯安那州拉福什堂區的一個普查規定居民點。

## 人口
根據2020年美國人口普查的數據，洛克波特海茨的面積為3.42平方千米，當中陸地面積為3.38平方千米，而水域面積為0.04平方千米。當地共有人口1171人，而人口密度為每平方千米342.4人。